# Анората II
Анората II (*бірм. စစ်ကိုင်းအနော်ရထာ; 5 листопада 1326 — 1349) — 5-й володар царства Сікайн у березні—листопаді 1349 року.

## Життєпис
Походив з шанської М'їнсайнської династії. Другий син Союна, володаря Сікайну, та Со Хнаунг (доньки паганського царя Чавсва). Народився 1326 року в Сікайні. Отримав ім'я Норатха Мін'є. Його батько помер у лютому 1327 року. З огляду на малолітство синів Союна владу захопив їх зведений стрийко Тараб'я I, що одружився з матір'ю Часви.
1336 року Тараб'ю I було повалено власним сином Шветаунгтетом скинув свого батька і захопив трон. Проте Со Хнаунг за допомогою амати (міністра) Нанди Пак'яна сховала Норатху та його братів у Міндоні на території царства Пінья. Протягом наступних трьох років Со Хнаунг, що можливо, навіть стала коханкою Нанди Пак'яна, інтригувала проти нового правителя. 1339 року війська узурпатора захопили Міндон, де синів Союна було відправлено до Сікайну. Але в цей час відбулося декілько заколотів, наслідком чого влада перейшла до старшого брата Норатхи — Часви.
У березні 1349 року після смерті брата успадкував владу. Прийняв тронне ім'я Анората II та титул сінбюшин (володар білого слона), оскільки під час свого панування спіймав білого слона — символ монаршої влади. Активно вирішив втручатися у справи царства Пінья. Надав прихисток Норатхи, що зазнав поразки й втік від свого брата Чавсви I. Але до війни це не призвело. Раптово помер на початку листопада 1349 року. Йому спадкував молодший брат Тараб'я II.